# Quill (groupe)
Pour les articles homonymes, voir Quill.
 (janvier 2022).
Quill est un groupe de rock américain formé à Boston en 1967. Les membres du groupe se séparent en 1970[réf. nécessaire].

## Histoire
Le groupe est le premier groupe à jouer le samedi[pertinence contestée][pas clair] lors du Festival de Woodstock en 1969[réf. nécessaire],.

## Composition du groupe
- Jon Cole
- Dan Cole
- Roger North
- Norm Rogers
- Phil Thayer

## Discographie
- Quill (album)